# حي رمزي
 حي رمزي  أحد أحياء محافظة الزرقاء، وهي تابعة للواء القصبة، ومساحَتُها 2 كم² تقريباً وعدد سكانها حوالي 10 آلاف نسمة.

## الموقع
يقع حي رمزي غرب محافظة الزرقاء، على بعد 1 كم من وسط مدينة الزرقاء، ويحد حي رمزي من الشمال الزرقاء الجديدة ويحُدُها من الجنوب والغرب حي معصوم ومن الشرق حي اللأمير عبد الله (الغويرية).

## أهم المعالم
- يشتهر حي رمزي بالحاووز عل بوابة الحي والذي كان يزود الحي بالماء قديماً.
- كما يشتهر بمسجد حسن البنا، ومسجد آل مكتوم.
- الحديقة الحضرية الملكية وتم تأسيسها عام 2010.
- مستشفى الزرقاء الحكومي وهو المستشفى المدني الحكومي الوحيد بالقصبة.
- شارع الهاشمي وهو أشهر شوارع حي رمزي ويقع فيه أغلب المحلات التجارية والمدارس.
- مركز أمن الحسين و دائرة ترخيص المركبات والسواقين الوحيد بالزرقاء.
- مدرسة الملك عبد الله للتميز، ومدرسة أجنادين للبنات.
- مديرية التربية والتعليم لقصبة الزرقاء.
- مدرسة حي رمزي الاساسية المختلطة